# عميرة الحجاج
عميرة الحجاج هي مدينة تونسية في ولاية المنستير.
و بلغ عدد سكانها 6770 نسمة في 2004 وتتبع إداريا المكنين.